# Pomoc Lekarska dla Młodzieży Akademickiej
Pomoc Lekarska dla Młodzieży Akademickiej, PaLMA – powstała we wrześniu 1945 w Łodzi jako instytucja pomocy lekarskiej dla studentów wyższych uczelni. Podobne instytucje organizowano w powojennej Polsce w wielu ośrodkach akademickich.
PaLMA była kontynuatorem przedwojennych sekcji zdrowia Bratniej Pomocy.
Organizacja była prekursorem Zespołów Opieki Zdrowotnej Akademickiej Służby Zdrowia w innych ośrodkach studenckich w Polsce. Stąd nazwa PaLMA pojawia się często w organizacjach na rzecz służby zdrowia w szkołach wyższych w Polsce.
Ośrodki PaLMA zostały rozwiązane około 1951 roku, a na ich miejsce wprowadzono Zespoły Leczniczo-Profilaktyczne dla Studentów.